# تودورل پوپا
 تودورل پوپا (رومانیایی: Tudorel Popa؛ زاده ۲۴ دسامبر ۱۹۲۵ – ۲۴ مارس ۱۹۷۸) بازیگر اهل رومانی بود.
از فیلم‌ها یا مجموعه‌های تلویزیونی که وی در آن‌ها نقش داشته‌است، می‌توان به بادبان‌های برافراشته، استفن کبیر - واسلویی ۱۴۷۵ و آخرین فشنگ اشاره نمود.